# Xã Swan, Quận Smith, Kansas
Xã Swan (tiếng Anh: Swan Township) là một xã thuộc quận Smith, tiểu bang Kansas, Hoa Kỳ. Năm 2010, dân số của xã này là 48 người.